# سونا گئورگیان
سونا گئورگیان (ارمنی: Սոնա Գևորգյան؛ انگلیسی: Sona Gevorgyan؛ ۱۹۸۴) یک بدمینتون‌باز زن اهل ارمنستان است .